# Pseudindalmus javanicus
Pseudindalmus javanicus es una especie de coleóptero de la familia Endomychidae.

## Distribución geográfica
Habita en Indonesia.